# Youness Bengelloun
Youness Bengelloun, né le 3 janvier 1983 à Paris XIIe, est un footballeur franco-marocain ayant des origines sénégalaises.
Il évolue au poste de défenseur central ou de milieu défensif.

## Palmarès
- International français des moins de 15 ans et des moins de 16 ans
- Champion de Grèce de D2 en 2008 avec le Panserraikos FC